# Craspedosoma legeri
Craspedosoma legeri är en mångfotingart som beskrevs av Henri W. Brölemann 1903. Craspedosoma legeri ingår i släktet Craspedosoma och familjen knöldubbelfotingar. Inga underarter finns listade i Catalogue of Life.